# Arbonne-la-Forêt
Arbonne-la-Forêt és un municipi francès, situat al departament del Sena i Marne i a la regió d'Illa de França. L'any 2007 tenia 967 habitants.
Forma part del cantó de Fontainebleau, del districte de Fontainebleau i de la Comunitat d'aglomeració del Pays de Fontainebleau.

## Demografia

### Població
El 2007 la població de fet d'Arbonne-la-Forêt era de 967 persones. Hi havia 336 famílies, de les quals 72 eren unipersonals (44 homes vivint sols i 28 dones vivint soles), 120 parelles sense fills, 120 parelles amb fills i 24 famílies monoparentals amb fills.
La població ha evolucionat segons el següent gràfic:
Habitants censats

### Habitatges
El 2007 hi havia 382 habitatges, 342 eren l'habitatge principal de la família, 26 eren segones residències i 14 estaven desocupats. 373 eren cases i 8 eren apartaments. Dels 342 habitatges principals, 302 estaven ocupats pels seus propietaris, 31 estaven llogats i ocupats pels llogaters i 9 estaven cedits a títol gratuït; 4 tenien una cambra, 12 en tenien dues, 46 en tenien tres, 73 en tenien quatre i 207 en tenien cinc o més. 278 habitatges disposaven pel capbaix d'una plaça de pàrquing. A 139 habitatges hi havia un automòbil i a 184 n'hi havia dos o més.

### Piràmide de població
La piràmide de població per edats i sexe el 2009 era:
| Homes | Edats   | Dones |
| ----- | ------- | ----- |
| 0     | 95 o +  | 12    |
| 0     | 90 a 94 | 16    |
| 4     | 85 a 89 | 16    |
| 4     | 80 a 84 | 4     |
| 4     | 75 a 79 | 24    |
| 20    | 70 a 74 | 28    |
| 12    | 65 a 69 | 16    |
| 32    | 60 a 64 | 20    |
| 24    | 55 a 59 | 16    |
| 56    | 50 a 54 | 56    |
| 36    | 45 a 49 | 28    |
| 20    | 40 a 44 | 40    |
| 20    | 35 a 39 | 16    |
| 36    | 30 a 34 | 40    |
| 20    | 25 a 29 | 8     |
| 28    | 20 a 24 | 8     |
| 20    | 15 a 19 | 20    |
| 24    | 10 a 14 | 44    |
| 60    | 5 a 9   | 48    |
| 36    | 0 a 4   | 44    |

## Economia
El 2007 la població en edat de treballar era de 600 persones, 424 eren actives i 176 eren inactives. De les 424 persones actives 393 estaven ocupades (225 homes i 168 dones) i 31 estaven aturades (12 homes i 19 dones). De les 176 persones inactives 61 estaven jubilades, 70 estaven estudiant i 45 estaven classificades com a «altres inactius».

### Ingressos
El 2009 a Arbonne-la-Forêt hi havia 340 unitats fiscals que integraven 933,5 persones, la mediana anual d'ingressos fiscals per persona era de 25.838 €.

### Activitats econòmiques
Dels 62 establiments que hi havia el 2007, 2 eren d'empreses extractives, 1 d'una empresa alimentària, 1 d'una empresa de fabricació de material elèctric, 11 d'empreses de construcció, 8 d'empreses de comerç i reparació d'automòbils, 2 d'empreses de transport, 5 d'empreses d'hostatgeria i restauració, 2 d'empreses d'informació i comunicació, 2 d'empreses immobiliàries, 15 d'empreses de serveis, 5 d'entitats de l'administració pública i 8 d'empreses classificades com a «altres activitats de serveis».
Dels 12 establiments de servei als particulars que hi havia el 2009, 2 eren paletes, 1 guixaire pintor, 1 fusteria, 1 lampisteria, 3 electricistes, 1 empresa de construcció, 2 restaurants i 1 agència immobiliària.
Dels 4 establiments comercials que hi havia el 2009, 1 era una botiga de més de 120 m², 1 una botiga de menys de 120 m² i 2 floristeries.
L'any 2000 a Arbonne-la-Forêt hi havia 9 explotacions agrícoles que ocupaven un total de 318 hectàrees.

## Equipaments sanitaris i escolars
El 2009 hi havia 1 escola maternal integrada dins d'un grup escolar amb les comunes properes formant una escola dispersa i 1 escola elemental.

## Poblacions més properes
El següent diagrama mostra les poblacions més properes.